# Jumeirah Beach Residence

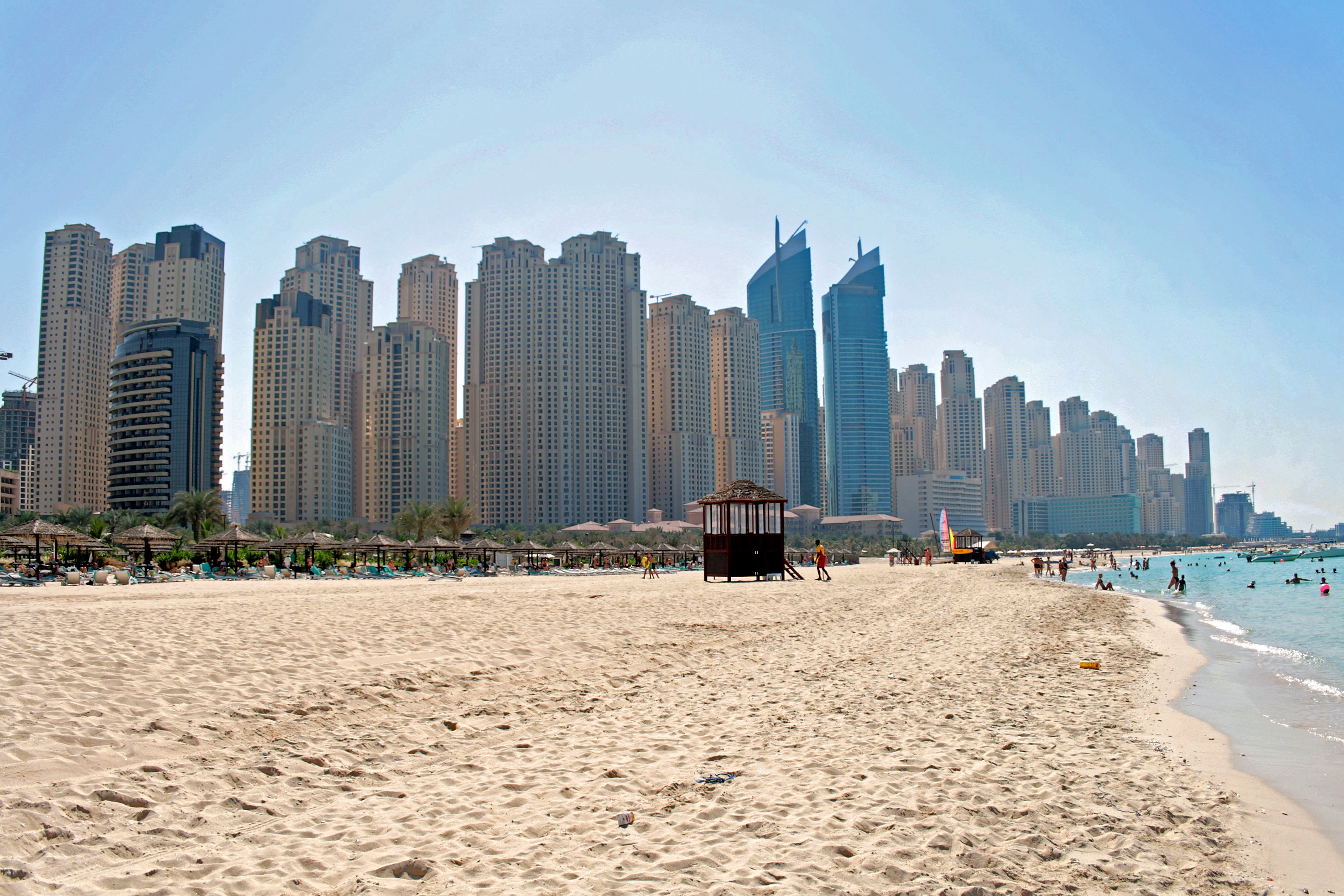
Jumeirah Beach Residence.

Jumeirah Beach Residence (còn được gọi là JBR) dài 1,7 km, có diện tích 2 km² nằm giáp với Vịnh Ba Tư tại Dubai Marina ở Dubai, Các Tiểu vương quốc Ả Rập Thống nhất. Đây là một khu dân cư và có 40 tòa tháp (35 tòa là tòa nhà dân cư và 5 là khách sạn). JBR có thể chứa khoảng 15.000 người, sống trong các căn hộ và phòng khách sạn. Dự án có 6,917 căn hộ, từ 84 m² đến 510 m². JBR có tổng cộng sáu khối dân cư, Shams, Amwaj, Rimal, Bahar, Sadaf và Murjan (theo thứ tự từ đông sang tây). JBR nằm trong khu đi bộ đến Dubai Marina và Dubai Metro.
Nhà phát triển Dubai Properties (một công ty con của Dubai Holding), đã ra mắt JBR vào tháng 8 năm 2002. Dự án 6 tỷ dirham này đã được hoàn thành vào năm 2010.

## Phố đi bộ The Walk
Phố đi bộ The Walk tại Jumeirah Beach Residence là một dải dài 1,7 km và một quảng trường. Nó được phát triển bởi Dubai Properties, được hoàn thành vào năm 2007 và chính thức mở cửa vào tháng 8 năm 2008.

## Bãi biển
Bãi biển tại Jumeirah Beach Residence là một khu phức hợp bán lẻ được xây dựng trên bãi biển trước JBR bởi Meraas Holding, một công ty thuộc sở hữu của Sheikh Mohammed bin Rashid Al Maktoum, Phó Chủ tịch và Thủ tướng của UAE và tiểu vương Dubai. Bao gồm bốn quảng trường riêng biệt, chiếm phần lớn bờ biển giữa các khách sạn Hilton và Sheraton và có một số tầng đậu xe cũng như bảy mươi cửa hàng bán lẻ và thực phẩm và đồ uống, bên cạnh các cơ sở giải trí.

## Đảo Bluewaters
Đảo Bluewaters là một hòn đảo nhân tạo đang được xây dựng đối diện Khu dân cư bãi biển Jumeirah. Nó sẽ bao gồm các khách sạn, căn hộ, biệt thự, phòng ăn và giải trí và Dubai Eye, một vòng đu quay cao 210 m, sẽ cao nhất thế giới khi hoàn thành. Hòn đảo sẽ được kết nối bằng đường cao tốc đến Đường Sheikh Zayed, và một cây cầu dành cho người đi bộ và cáp treo đến Jumeirah Beach Residence. Một hệ thống tàu điện sẽ liên kết hòn đảo với Tàu điện ngầm Dubai.